# Station Tuttlingen
Station Tuttlingen is een spoorwegstation in de Duitse plaats Tuttlingen. Het station werd in 1933 geopend.